# Mammillaria armillata
Mammillaria armillata là một loài thực vật có hoa trong họ Cactaceae. Loài này được K. Brandegee mô tả khoa học đầu tiên năm 1900.

## Hình ảnh

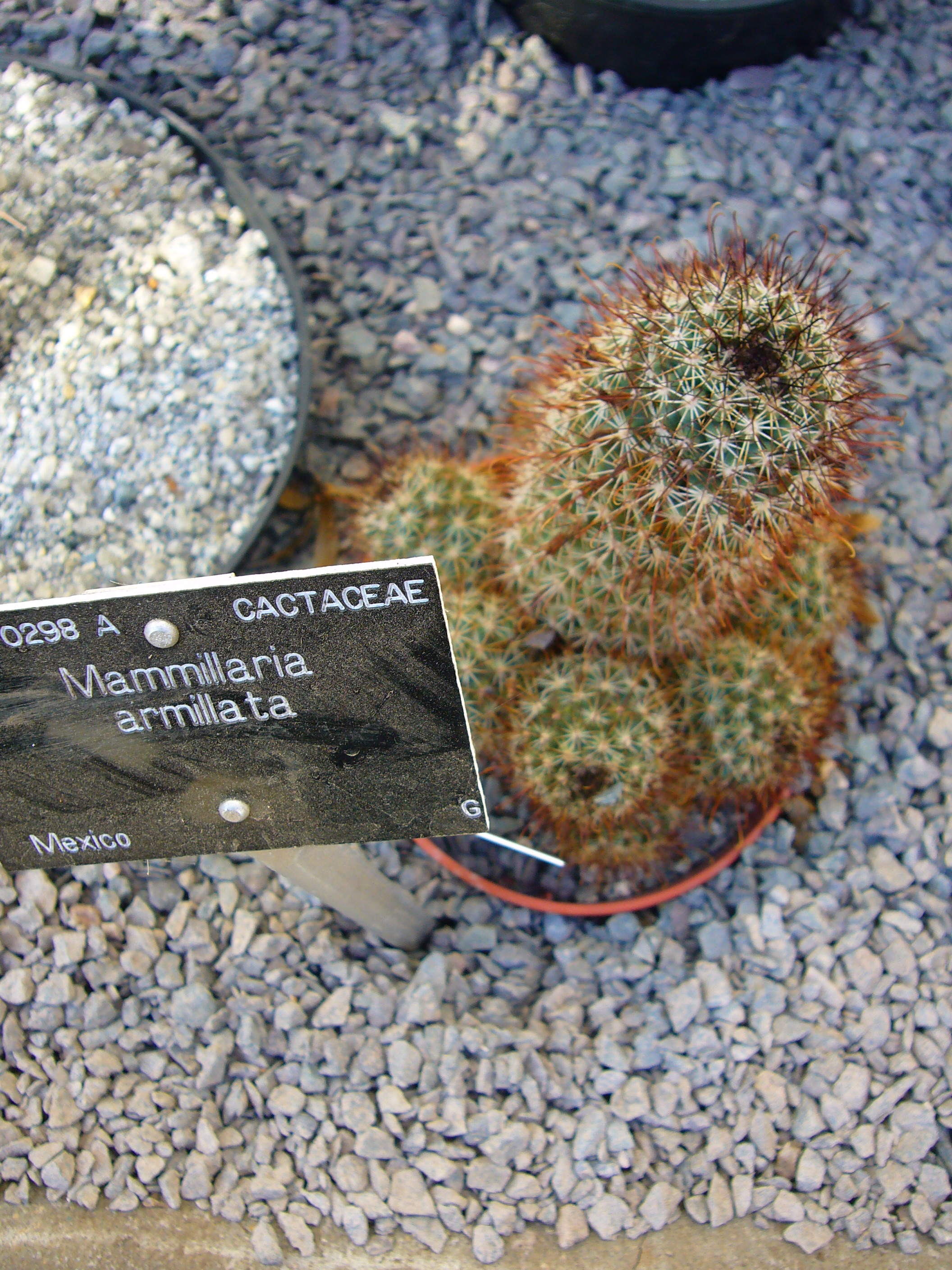